# 西山口-邦迪拉战役
西山口-邦迪拉战役，又被称为色拉山口战役(英語：Battle of Se La Pass)，中國稱之為西山口一邦迪拉地区反击作战，是發生於1962年11月的中印边境战争中，中国人民解放军陆军在西藏西山口至邦迪拉地区与印度陆军的战役。

## 战略背景

### 印度进入“紧急状态”并请求外援
克节朗战役结束后，中华人民共和国政府于10月24日发表声明，提出和平解决边界问题三项建议同日，周恩来总理致函印度政府总理尼赫鲁，希望印度政府对中国政府的三项和平解决中印边界问题的建议作出积极反应。中华人民共和国政府发表三项建议的同时，中央军委严令中国边防部队：在东线打下达旺、东新桥、瓦弄（瓦弄只是逼近未打）等地后，暂时不打，以释放出善意。
印度方面，尼赫鲁政府并未选择和谈，而是宣布国家进入“紧急状态”，除非中国退回麦克马洪线以北。11月9日，与美国驻印度大使会面，试图寻求美国的支持。根据印度的请求，美国从驻太平洋舰队派出1艘航空母舰，驶向印度洋海面，并派遣了1个美制C-130运输机中队飞抵印度。英国“赠送”给印度的第一批军火即步枪、弹药，已经分两批于11月5日前空运到新德里。加拿大总理約翰·迪芬貝克11月5日宣布，加拿大将把6架皇家加拿大空军的“达科他”式运输机提供给印度，并将于6日起飞去印度。加拿大国防部发言人5日宣布，加拿大提供给印度的有：大炮、火箭炮、弹药、无线电器材及“水獭”式和“美洲驯鹿”式运输机等。

### 印度强硬举措
从10月29日开始，驻中印边境西段印度境内楚舒勒、丁如泽地区的印军，向中国边防部队炮击，至 11 月 3 日止共打炮 170 余发。10 月 30 日至 11 月 5 日，盘踞达旺以南的印军，以重炮向中国边防部队炮击，共发射600余发；11月5日20时许，印军飞机1架，侵入中国西藏东部纵深地区的昌都、江达一带进行侦察挑衅。 
11月6日2时许，盘踞瓦弄地区的印军向中国边防部队发起进攻被击退。同日，印军飞机1架窜入西藏米林县上空，沿雅鲁藏布江进行侦察活动。
这一系列举动坚定了中华人民共和国进一步打击印度的决心。

## 作战部署

### 战场地形
西山口一邦迪拉地区，位于喜马拉雅山南侧，是典型的高山峡谷密林地区。地势走向西北高、东南低。错山口，佳山口，西山口及其一线的分水岭形成两个斜面，达旺河南岸东新桥至说一段，河岸多断崖，不能攀登，西山口以西，虽间有断崖，但多数山岭人可通行。地势起伏大，坡度陡，森林密布，灌木丛生，道路有限，西山口至邦迪拉间仅有公路 1 条，乒力机动和展开均受限制，只有 5 条小路可供部队迂回穿插。山上严寒有冰雪，谷地气候温和，昼夜温差大。战区散居门巴族，有地方流行病害，但中国人民解放军认为这些对部队的行动并无大碍。
克节朗地区作战之后，入侵印军败退达旺河以南，集结重兵于西山口、邦迪拉一线。西山口海拔 4300 米左右，与东新桥一带的比高约在 2300 余米左右。骤然拔起，地势险峻，退可凭险扼守，进可得居高临下之利，被印军视为理想的天然屏障。

### 双方作战意图与部署
10月29日，西藏军区前指根据中央军委对此次作战的指示精神，上报了《西山口、德让宗、邦迪拉反击作战方案》，其要点是：采取浅近纵深迂回包围的战法，在德让宗与申隔宗之间实施切断，首先集中优势兵力吃掉西山口、申隔宗印军5个营，然后围攻德让宗印军；得手后，再向邦迪拉方向发展，攻占邦迪拉。10月30日中国人民解放军总参谋部批准了此作战方案。
印军则试图阻止中国边防部队继续南进，并伺机向达旺、克节朗地区反扑。

## 過程

### 解放军战前机动
各参战部队，按照西藏军区前指预定的作战计划到达待机位置后，进行紧张的临战准备工作，并于 11 月 10 至 15 日，先后向作战集结地区开进。担任大纵深、远距离作战迂回任务的第十一师部队，在师长余致泉、副政委秦明、副师长王晓一的率领下，于 10 日黄昏开始，从劳、次母地区出发，绕道经听布等地，按预定路线南进。该师炮兵营（辖两个 107 迫击炮连、l个 92 步兵炮连、1 个步兵连）于 13 日从棒山口出发，沿师行进路线跟进。郭指部队于 12 日 20 时由劳村出发，经鲁克塘向略马东方向前进，于 17日 16 时抵达熊酒干娘地区。
第一五七团于 14 日 19 时 30 分由色如、下新、各芒出发，于 15 日 19时进至莫多东南山沟， 16 日 10 时进至邦嘎江寺西侧 5 公里处，当夜继续前进， 17 日拂晓进抵申隔宗西约 8 公里处。第一五四团于 15 日黄昏由江嘎、地里出发， 17 日晨进至协里藏布湖西侧。
第一五五团随联指机关行动，于 15 日 21 时由邦顶及其西侧出发，尾第一五四团渡过达旺河， 17 日拂晓进至协里藏布湖西侧；其第三营于 14 日黄昏，尾第一五七团开进， 16 日 12 时进至邦嘎江寺西侧， 17 日 12 时进
至申隔宗西约 10 公里处。
第五十五师在师长王玉昆等指挥下，第一六三团于 14 日由听布出发，向佳山口方向前进。 15 日 18 时该团第一营到达宗隆拉，发现略克图拉有印军，于 16 日 3 时 25 分，该营第三连与其打响，第一连迅速从第三连左翼投入战斗，歼灭当面之印军 128 人，夺取了略克图拉山垭口，扫清了佳山口外围之印军。该团决定，于 17 日晚攻歼佳山口之印军， 18 日按计划向西山口之印军发起总攻。 17 日 16 时，军区前指电令该团于“17 日黄昏扫清西山口外围之印军”。因时近黄昏，该团一面请示前指，一面按团计划准备战斗。
第一六五团主力于 16 日 18 时由东新桥、真卡桥附近过河，进至江让南侧一线， 17 日 8 时 30 分派小分队去江让南侧约 5 公里处侦察，突遭印军警戒分队火力猛烈射击。进一步查明情况后，该团在江让附近调整了部署。做好进攻准备。
17 日前，联指所属部队均已进到指定位置，其中郭指部队、第一六三、第一六五团先后与印军警戒、侦察分队接触；第一五七团 17 日通过申隔宗西侧大山时，其队尾被印军察觉，遭到炮击，该团因走错路，至 17 日夜仍被阻于略马东西南之大山上；第一五五团第三营亦因走错路，被阻于申隔宗以西约 10 公里处的大山上；炮兵部队因道路泥泞陷车，至17日夜只有两个团又1个120迫击炮营进入阵地。在部队开进期间，有4路部队与印军发生交火，1路为印军发觉。

### 十一师迂回穿插
担任战役迂回的第十一师部队，历经 7 天 5 夜连续行军作战，披荆斩棘，忍饥受寒，翻越 4000～5000 米高的大山 5 座，跨峻岭、涉冰河，克服重重困难，行程 250 余公里，深入敌后 180 余公里，为实施作战企图发挥了重要的作用。
在整个战役开进期间，虽有 4 路部队先后与印军打响，1 路为印军所察觉，但印军并未判明中国边防部队的作战意图和主攻方向。直到 17 日夜第十一师在登班击溃印军 1 个营的防御，切断德让宗、邦迪拉之间的公路时，印军才意识到中国边防部队已经多路逼近，自己处于不利地位。此时入侵印军第四师的防御决心已经动摇。虽于 18 日 2 时决定撤逃，但为时已晚。中国边防部队已对印军形成合围。

## 藏字419部队
担任打头、忐背、斩腰、剖腹任务的部队，在藏字四一九部队司令员柴洪泉、政治委员阴法唐，第五十五师政治委员徐兆基等统一指挥下，协力攻歼西山口、申隔宗、略马东地区之印军。
具体部署是，以藏字四一九部队主力向印军左侧后实施主要突击。其任务区分为：以第一五四团由印军左翼之邦嘎江寺向西山口方向实施突击，与第一六五团协力歼灭西山口及其南侧地区之印军，尔后向申隔宗、邦迪拉方向机动；以第一六三团自佳山口直插西山口，与第一五四团东西对进，首先将印军割裂为南北两块，然后协力攻歼西山口及其南北地区之印军；以第一六五团由东新桥渡过达旺河，沿公路及其两侧（主力在右）攻击前进，协同第一五四、第一六三团攻歼西山口及其以北地区之印军；以山南军分区郭指部队，迂回略马东地区，切断达旺一德让宗公路，拦腰斩断印军部署，阻击由德让宗方向北援及由西山口南逃之印军，尔后相机配合由达旺经邦嘎江寺迂回略马东地区之第一五七团，攻歼盘踞在略马东或米龙岗地区之印军；以第一五七团、经莫多东南山沟，沿中（国）不（丹）边界东侧迂回至申隔宗，断印军西逃不丹王国之路，消灭申隔宗、略马东、米龙岗之间的印军；以第一五五团第三营，随第一五七团前进，准备进击申隔宗之印军，团主力随藏字四一九部队机关前进，准备随时堵截南逃之印军。在攻歼西山口、申隔宗、略马东地区之印军得手后，再以 1～2 个步兵团、1 个炮兵团迅速向德让宗方向进击，在第十一师协同下攻歼德让地区之印军，尔后攻占邦迪拉。

### 西山口战斗
在西山口战斗的攻击阶段，第五十五师歼灭印军 500 余人，缴获各种炮50 余门，各种枪 400 余支（挺）。联指机关，在转移途中被阻于悬崖密林之中，因受地形限制，电台无法开设联络，自 18 日 14 时 30 分起至 19 日 12 时止与上、下均失掉联系。在此情况下，西藏军区前指对其所属各部队实施越级指挥，直接指挥各团的战斗行动，保证了指挥的不间断。
战前，对印占区纵深主要山间小路的情况，不可能逐一查明，战斗中，部队夜间开进易迷失方向，以致在战役发展的关键时刻，一部分部队受阻于绝壁悬崖之上。尽管前进无路，指战员们仍在悬崖、峭壁之间攀藤附葛或搭人梯而上，或滑滚而下。终于战胜夭险阻隔，向南追击逃敌。

### 略马东阻击
山南军分区郭指部队，奉命由达旺经鲁克塘迂回略马东地区，首先切断达旺一邦迪拉公路，阻击由德让方向北援或由西山口方向南逃之印军，尔后，相机配合由达旺经邦岗江寺迂回略马东地区的第一五七团，攻歼盘踞在略马东或米龙岗之印军。
最终郭指部队在第一五七团、第十一师第三十一团第一营的协力配合下，于19 日 9 时 50 分对当面被阻之印军发起攻击。印军经 18 日的打击后，建制已乱，失掉统一指挥，处于混乱状态。各部队以迅猛的动作，将印军逐股歼灭，至 19 日 14 时 30 分，基本结束战斗。共歼灭印军 800 余人（郭指部队歼灭681 人），其中击毙 445 人，俘虏 236 人。

### 进攻德让宗
11 月 17 日，第十一师进抵东日则，当即令第三十二团第七连于 17 时自该地东南侧出发，经普东向桑提前进，配合团主力向德让宗方向的行动。第三十二团主力（欠第三营，指挥第三十一团第一营）经迂回，越过拉洪桥后，即沿公路向德让宗攻击前进。 18 日 8 时，前卫第二营在巴鲁以东，与印军修路连接触，歼其一部，其余逃散。9 时，进至巴鲁，又遇印军 100 余人，该团展开攻击，印军分头溃逃，第二营主力展仟搜歼。此时，第五连尖兵班（7 人）沿公路向德让宗方向前进。11 时 5O 分，于德让宗东侧遇东逃印军坦克 4 辆，汽车 100 余台（该印军为第四师战术司令部和勤务分队及第四十八旅马德拉斯第一营第四连），该班即投入战斗。由于营、连主力于巴鲁战斗后，收拢缓慢，未能跟上，致使尖兵班与印军对峙达两小时之久。尔后。当第五连约 1 个排、第四连 4 个班和第六连两个排陆续赶到时，印军第四十八旅马德拉斯第一营第四连已占领公路西南侧高地，乘该团未切断通往打陇宗方向的道路，掩护第四师战术司令部向打陇方向逃跑。至 17 时，印军已逃完。第二营于 20 时 30 分进占新德让，第三十二团占领新德让后没有及时组织追击，致使印军第四师战术司令部得以逃脱。

### 邦迪拉激战
邦迪拉山为东西走向，是邦迪拉北侧的天然屏障，主峰海拔 3600 余米，山势陡峻，森林密布，林间杂生带刺灌木和竹丛。邦迪拉镇位于山南侧腰部益地上，邦迪拉至德让宗公路盘越主峰东侧山口，主峰西侧山口有南北走向的骡马道 1 条，南通邦迪拉，北沿山沟而下至拉洪西侧与公路衔接。
第十一师第三十三团切断拉洪的公路后，立即修筑工事，构成对外正面，随时准备抗击来援之印军。18 日该团组织现场勘察，鉴于地形不利防守，又未见来援印军，遂令第三营于 18 日 13 时率第七、第八连和机炮连，沿公路以南小道向邦迪拉山搜索前进，选择有利地形，改善防御地位。14 时 40 分，进至邦迪拉主峰北侧，与防守邦迪拉主峰之印军第四十八旅第一锡克轻步兵营打响。印军企图凭借既设阵地和居高临下之势进行顽抗。经 3 个半小时的激烈战斗，攻占了印军阵地，主峰右翼防守之印军不战而逃，邦迪拉主峰两侧高地为第三营控制。这为尔后夺取邦迪拉镇与继续扩张战果，创造了极为有利的条件。
印军第一锡克营失去主峰阵地后，其整个防御体系即呈现混乱状态。当第三十三团第七、第八连向主峰以东扩张战果时，有些地堡的印军已撤逃，有的正在溃退，有的仍在顽抗，而邦迪拉镇内之印军炮兵不断射击。在此情况下，第三十三团第三营为巩固胜利，继续扩大战果，增强突击力量，遂令第九连进占邦迪拉主峰阵地，支援第七、第八连战斗。 18 日 17 时 50 分，第九连占领主峰阵地，第七、第八连，攻占主峰以东山梁，山上守军向南溃逃。 18 日 18 时，战斗基本结束。该营奉命调整组织，暂时转为防御，并积极侦察邦迪拉镇内印军之动向。攻占邦迪拉主峰作战，共歼印军 105 人，缴获坦克 2 辆、火炮 17 门、机枪 9 挺、步枪 69 支、军用物资一部。第三营阵亡副政指以下 15 人，伤政指以下 39 人。

## 解放军乘胜追击
西山口一邦迪拉作战自 11 月 18 日发起总攻之后，经两天战斗，印军第四师设防体系迅速瓦解，全面崩溃。联指所属部队相继攻占西山口、申隔宗、略马东、米龙岗地区，第十一师第三十二团攻占德让宗，第三十三团攻占邦迪拉，印军大部被歼，一部向打陇方向窜逃，一部向邦迪拉以南溃退，按照西藏军区前指乘胜追击的命令，第一五四团向打陇方向追击，第三十三团向邦迪拉以南积极寻歼印军。

### 登嘎威利战斗
印军第六十七旅率两个营，于 11 月 18 日由米萨马里出发，向邦迪拉方向增援，其先头查谟·克什米尔联队第三营，于 19 日 11 时进，至登嘎威利北侧 3 公里处，与由邦迪拉南逃之印军第四十八旅一部相遇，得知邦迪拉已为中国西藏边防部队占领，该部便就地集结，休息做饭，同时向邦迪拉方向派出警戒，伺机前进或后退。
1 月 19 日，第三十三团第三营（欠第七连、第九连第二排）在追击南逃印军至登嘎威利西侧时，与北援之印军第六十七旅查谟·克什米尔联队第三营，及由邦迪拉南逃之印军第四十八旅一部，共约 700 余人交火，经两个半小时的激烈战斗，给印军以歼灭性的打击，粉碎了其北援的企图。
此次战斗，共毙印军少校以下 170 人，俘印军中校营长以下 34 人，击毁印军 107.6 迫击炮 1 门、牵引车 1 辆，缴获火炮 6 门、机枪 10 挺、枪 142支、电台 7 部、汽车 15 辆，军用物资一部。中国边防部队牺牲营长以下 22人、伤 53 人。双方伤亡对比 2.7∶1。

### 夜战查库
查库位于比里山口以南约 6 公里的一条山梁的鞍部，山梁很窄，由东北向西南倾斜，两旁坡陡谷深，有房屋 10 余幢，是印军的一个兵站。印军第六十七旅第八廓尔喀联队第六营，于 11 月 19 日进至新川准备增援邦迪拉，当得悉在其先头行进的查谟·克什米尔第三营于登嘎威利（新川西 10 公里）遭中国边防部队歼灭性打击，遂回头沿公路南逃，当晚宿营于查库，准备次日继续向南逃跑。该印军错误地判断中国部队只能沿公路追击，最快也需于 20日 12 时左右才能到达查库（据战俘供），故只构筑了一些简易工事，将主要兵器（30 挺机枪、6 门 81 迫击炮、3 门 87.6 加榴炮等）配置在查库东北侧高地及其附近，火力均指向鹰窠山口方向，而对比里山口方向的警戒则很疏忽。
至 7 时战斗结束，历时 1 小时 50 分。共歼灭印军 221 人（其中毙 157人，俘 64 人），击毁坦克 1 辆、汽车 7 台，缴获坦克 1 辆、汽车 76 台、人炮 14 门、机枪 35 挺、枪 193 支、及其他军用物资一部。第三十三团第二营伤军官 1 人（排长）、士兵 14 人，亡军官 3 人（连长 1、排长 2）、士兵 9人，共 27 人。双方伤亡对比为 8∶1。战斗结束后，该营奉命停止追击，搜歼残余印军。查库为中国边防部队反击作战前进最远之点，距中印传统边界线伏特山仅 20 余公里。在这里可以清楚地看到印度平原。

### 多龙桥战斗
多龙桥位于邦迪拉东南约 30 公里处，是邦迪拉向南经鹰窠山口通往米莎马里、向东南经贾明通往查道两条公路的交叉点。印军马德拉斯联队第一营（欠第四连），原在邦迪拉东山担任防御，当第三十三团 18 日 18 时攻上邦迪拉主峰后，该部即于当夜丢弃阵地。沿山间小道翻山越岭向南撤逃。经两天多的行军，其先头于 11 月 21 日 10 时逃至多龙桥附近。11 月 20 日，第三十一团第二营奉命在多龙桥、卡其皮地区，担任对贾明方向的防御任务，以保障团左侧后的安全。营指挥所率第四连第三班（5人）、 82 迫击炮 1 个排（15 人，炮 3 门）、重机枪 1 个班（7 人），位于多龙桥东南约 700 米处，其余分队均配置在营部以东 3 公里的卡其皮地区。
战斗结束时，随营行动的政治处保卫股长贾福宽，将前一天俘虏的印军两名少尉军官带来喊话招降。印军营长见突围无望便首先来降，继而又令其派人以其名义进行招降，使被围的印军陆续放下了武器。此战斗，共歼灭印军 241 人（毙少校以下 35 人，俘 88 人，中校营长以下 118 人投降），缴获枪 210 余支（挺）、火箭筒 2 具、各种子弹 1.4 万余发、手榴弹 84 枚、步谈机 3 部，第二营等参战人员仅伤 3 名。

### 向打陇宗追击
第一五四团，于 11 月 20 日进抵德让宗后，遵照西藏军区前指电示迅速补充粮弹，继续向打陇宗方向实施迫击。其前卫分队第三营（第七、第八连、机炮连），于当日 16 时 30 分由德让宗出发，途中战斗 7 次，歼灭印军一部，于 21 日 20 时进占吉莫山口。团指率第一、第二营，于 21 日、 22 日先后到达打陇宗、普冬地区，尾歼逃跑印军一部。

## 普冬西山搜剿战
印军第六十二旅一部，逃至普冬以西地区，企图沿小路经打陇越吉莫山口逃跑。
第一五四团第一营副营长和第二连连长，率第二排（欠第五班）及战救人员、通信员，共 28 人，在普冬西南高地搜剿。13 时 30 分进至山腰牛棚，发现牛棚北侧人行小道有人走过的痕迹，并有印度丢弃的烟盒等物。副营长、连长判断北侧小路可能有印军经过。于是决定进行搜剿。 14 时 30 分尖兵组在一拐弯处与印军相遇，相距约 10 米，当即喊话争取，印军拒不投降。尖兵组当即成战斗队形展开，先机开火，击毙印军 4 人。其余印军恐慌混乱，掉头逃窜。该排趁势追击，又歼灭 10 余人，当追至河边时，印军 30 余人已过河，并占领桥两侧的乱石堆及崖洞，从两侧石堆内开枪射击。连长迅速调整了部署。第二排排长率一部在人力掩护下向石堆崖洞之印军发起攻击，当接近石堆附近时，机枪副射手曹一攀，发现前方石堆中有印兵正在架设机枪。曹急中生智，一个箭步上去将印兵踢倒，夺过机枪击毙、击伤印兵 3 人，其余印兵仓皇逃窜。排长率队猛冲，将乱石堆附近之印军全部歼灭，并立即抵近崖洞，迫印军投降。至此，战斗胜利结束。战后据印俘反映：战斗中第六十二旅旅长豪尔·辛格准将被击毙，经查无误后，予以妥善埋葬并立墓标。此次战斗，第二连善于根据印军皮鞋印及烟盒判明其南逃道路，在搜索前进战斗中，机智灵活，打敌措手不及，将其全部歼灭。约两小时战斗，全歼印军辛格准将以下 58 人（毙 33，伤俘 2，生俘 23），缴获轻机枪 2 挺、长短枪 39 支、步谈机 1 部。第二连轻伤 1 人。战后，第二排荣立集体一等功；第六班，击毙辛格战绩显著，战后荣记一等功；战士曹一攀，赤手空拳夺机枪，事迹突出，荣记二等功。

## 伤亡与总结
此战，中国人民解放军收复了“麦克马洪线”以南中国的大片领土，歼灭了印军第六十二旅、炮兵第四旅，重创印军第四十八旅、第六十五旅、第六十七旅，共毙、俘印军 5063 人（其中毙印军霍希尔·辛格准将以下官兵 2886 人，伤俘 2177 人），缴获各种枪 3840 支（挺）、各种火炮 187 门、掷弹筒 7 具、火箭筒 61 具、汽车 416 台、坦克 9 辆及其它武器装备、弹药、物资一部。中国边防部队阵亡 225 人（其中军官 27 人，士兵 198 人），伤 477 人（其中军官 46 人、士兵 431 人）。

## 雙方作战序列
| 中国人民解放军陆军 - 西藏軍區前指（指揮員張國華中將，位於達旺） - 藏字419部隊（司令員柴洪泉大校，政委陰法唐大校） - 步兵第一五四團（团长周仲山上校，政委王心前上校） - 步兵第一五五團（团长刘广桐上校，政委乔学亭上校） - 步兵第一五七團（团长李德荣上校，政委李洪亮上校） - 陸軍第十一師（师长余致泉大校，副师长王晓一上校，参谋长王国旺上校） - 步兵第三十二團（团长孙振英上校，政委李向广上校） - 步兵第三十三團（团长田启元上校，政委乔俊良上校） - 陸軍第五十五師（师长王玉昆大校，政委徐兆基大校） - 步兵第一六三團 - 步兵第一六五團 - 高炮營（位於達旺，未實際參戰） - 前進炮兵指揮所（由前指副參謀長石伴樵上校指揮） - 炮兵第三〇六團（18门56式85毫米野战炮、18门55式120毫米迫击炮） - 炮兵第三〇八團一营（18门55式120毫米迫击炮） - 炮兵第五四〇團（24门54式122毫米榴弹炮、17门56式85毫米野战炮） - 工兵第一三六團（政委王泽民上校，實際未參戰） - 山南军分区四个连（又称郭指） |

| 印度陆军 - 步兵第四師戰術司令部（師長阿南特·辛格·帕薩尼亞少將，位於德讓宗） - 第四十八步兵旅（旅長古布克斯·辛格准將，位於邦迪拉） - 馬德拉斯團一營 - 錫克輕步兵團第一營 - 近衛聯隊第五營 - 第七輕騎兵團某連（共2輛M3A3斯圖亞特） - 第三三七野戰工兵連 - 馬哈爾團第七營一個機槍排 - 第六十二步兵旅（旅長霍希爾·辛格准將 †,位於申隔附近） - 锡克联队第一營 - 錫克輕步兵團第二營 - 錫克輕步兵團第四營 - 高爾瓦團第四營（營長比喬·莫漢·巴塔查傑中校） - 多格拉團第四營 - 第六十五步兵旅（旅長G.M. 薩義德准將，位於德讓宗） - 拉加普特第四營 - 馬拉塔輕步兵團第十九營 - 馬哈爾團第七營一個機槍排 - 第六十七步兵旅（旅長A.S. 奇碼准將，位於富特山及米萨马里地区，為增援部隊） - 查謨和克什米爾輕步兵團第三營（營長葛迪埃·辛格中校） - 第八廓爾喀步兵團第六營 - 第四炮兵旅（旅長卡里安·辛格准將） - 野戰炮兵第五團（18门QF 25磅榴彈炮） - 野戰炮兵第六團（18门QF 25磅榴彈炮） - 空降炮兵第十七團（18門QF 6磅炮） - 山砲第二十二團（12門M116 75mm山炮） - 重迫擊炮第一一六連（6門ML 4.2英寸迫击炮） - 重迫擊炮第三十四連（6門ML 4.2英寸迫击炮） |

### 引用
1. ↑  中国人民革命军事博物馆. . 北京: 中国人民解放军出版社. 1994. ISBN 7506525119.
2. ↑  Dalvi, Michael. . Mission Victory India.   [31 October 2021]. （原始内容存档于2022-05-12）.
3. 1 2
4. 1 2 3 4 5  中印边境自卫反击作战史编写组.  (PDF). 军事科学出版社.   [2017-07-27]. （原始内容 (PDF)存档于2016-09-10）.
5. ↑  Maxwell 1970，第627頁.
6. ↑  Maxwell 1970，第686頁.

## 參见
- 中印边境战争
- 中印边境实际控制线
- 克节朗之战